# 丹磺酰氯
丹磺酰氯即“5-(二甲氨基)萘-1-磺酰氯”，也称丹酰氯，是一个用于测定胺和蛋白质／多肽N-端氨基酸的试剂。

## 性质
从己烷中析出的丹磺酰氯是橙黄色毛状结晶，它难溶于水，但可溶于二恶烷、丙酮和苯等有机试剂中。值得注意的是，丹磺酰氯在二甲基亞碸存在並不穩定，不應該用於準備試劑溶液。

丹磺酰氯可以和一級脂肪／芳香胺反應生成磺胺，从而產生藍色或蓝绿色的螢光。它可以与肽的N-端氨基酸反应，生成丹磺酰-肽，水解得到有强烈荧光的丹磺酰-氨基酸。丹磺酰氯有多种优点：反应专一；荧光强烈；灵敏度比二硝基氟苯法高；丹磺酰-氨基酸不需提取，用电泳法或层析法分析即可得知N-端是何种氨基酸。因此丹磺酰氯被广泛用于蛋白质测序和氨基酸分析中。磺胺加合物的荧光强度可通过加入β-环糊精得到加强。